# Pub (album)
Pub je prvi samostojni album srbskega kantavtorja Đorđeta Balaševića, poprej člana skupine Rani mraz.
Na albumu so nekatere od Balaševićevih najbolj prepoznavnih pesmi: pesem »Ratnik paorskog srca« govori o vaščanu, ki se vrača iz prve svetovne vojne, a »ni ustvarjen za vojaka«, pesem »Boža zvani Pub« pripoveduje o legendarnem kockarju z vzdevkom »Pub«, medtem ko ljubezenska balada »Lepa protina kći« opisuje deško zaljubljenost. Posebej je izstopala tudi »Pesma o jednom petlu«, ki skozi starčeve oči opisuje mladost na podeželju in spomine na domačega petelina. Petelin v pesmi je splošno sprejet kot metafora za moški spolni ud, verz v refrenu »Princip je isti, sve su ostalo nijanse« pa se nanaša na način osvajanja nasprotnega spola.
Album je bil leta 1998 izglasovan na 66. mesto seznama največjih 100 albumov jugoslovanske rock in pop glasbe.

## Seznam skladb
| Št.             | Naslov                      | Besedilo        | Glasba          | Dolžina |
| --------------- | --------------------------- | --------------- | --------------- | ------- |
| 1.              | „Ilona‟                     | Đ. Balašević    | Đ. Balašević    | 3:42    |
| 2.              | „Ratnik paorskog srca‟      | Đ. Balašević    | Đ. Balašević    | 4:37    |
| 3.              | „Za sve je kriv Toma Sojer‟ | Đ. Balašević    | Đ. Balašević    | 3:17    |
| 4.              | „Za treću smenu‟            | Đ. Balašević    | Đ. Balašević    | 3:32    |
| 5.              | „Lepa protina kći‟          | Đ. Balašević    | Đ. Balašević    | 3:22    |
| 6.              | „Pesma o jednom petlu‟      | Đ. Balašević    | Đ. Balašević    | 3:30    |
| 7.              | „Boža zvani Pub‟            | Đ. Balašević    | Đ. Balašević    | 4:04    |
| 8.              | „Predlog‟                   | Đ. Balašević    | Đ. Balašević    | 3:17    |
| 9.              | „Na pola puta‟              | Đ. Balašević    | Đ. Balašević    | 4:56    |
| Skupna dolžina: | Skupna dolžina:             | Skupna dolžina: | Skupna dolžina: | 34:17   |